# Прокино (Вашкинский район)
Прокино — деревня в Вашкинском районе Вологодской области.
Входит в состав Пиксимовского сельского поселения, с точки зрения административно-территориального деления — в Пиксимовский сельсовет.
Расстояние по автодороге до районного центра Липина Бора — 41 км, до центра муниципального образования деревни Пиксимово — 1 км. Ближайшие населённые пункты — Исаково, Пиксимово, Ростани.
По переписи 2002 года население — 27 человек (11 мужчин, 16 женщин). Преобладающая национальность — русские (96 %).